# Ann Donnelly
Ann Marie Donnelly, född 1959 i Royal Oak, Michigan, USA, är en amerikansk distriktsdomare för Eastern District of New York.

## Biografi
Donnelly tog kandidatexamen 1981 vid University of Michigan och en jur.dok-examen 1984 vid Moritz College of Law vid Ohio State University.
Åren 1984-2009 var hon åklagare vid New York County District åklagarkontor. Därefter var hon 1997-2005 Senior Trial Counsel och 2005-2009 chef för byrån för familjevåld och barnmisshandel.
Som biträdande distriktsåklagar förde Donnelly framgångsrikt åtal mot Tyco Internationals tidigare VD L. Dennis Kozlowski för bland annat värdepappersbedrägeri och grov stöld. Hon medverkade också i åklagarteamet i mordrättegången mot Sante Kimes och hennes son Kenneth Kimes Jr. 

### Karriär som domare
Åren 2009-15 var Donnelly domare i konstitutionsdomstolen i New York. Samtidigt tjänstgjorde hon i olika befattningar vid New York Supreme Court (statlig domstol) för Bronx County, Kings County (Brooklyn), och New York County (Manhattan), liksom på ett särskilt uppdrag för valfrågor.
Som statligt domare, var Donnelly ordförande i rättegången mot Adam Tang, en dagshandlare som dömdes för framkallande av fara och vårdslös körning för sin illegala street racing runt Manhattan (runt ön på 24 minuter), som han lagt upp videoklipp på YouTube om. Efter att Tang flytt landet under rättegången, utfärdade Donnelly en arresteringsorder mot honom och dömde honom i sin frånvaro till ett år i fängelse.  
Den 20 november 2014 nominerade president Barack Obama Donnelly till att bli distriktsdomare i distriktsdomstolen för Eastern District of New York, efter domaren Sandra L. Townes, som befordrats till en ledande bafattning 1 maj 2015.  Senator Charles Schumer rekommenderade Donnelly till befattningen. 
Den 16 december 2014 sändes hennes nominering tillbaka till presidenten på grund av ajournering av 113:e kongressen på obestämd tid. Den 7 januari 2015 nominerade president Obama henne åter till samma position[8] och hon genomgick en utfrågning inför amerikanska senatens juridiska kommitté den 6 maj 2015. Den 4 juni 2015 överkämnades hennes nominering av utskottet för omröstning och den 20 oktober 2015 tillstyrkte senaten med rösterna 95-2 hennes tillsättning. 
Den 28 januari 2017 utfärdade Donnelly en blockering av en del av en presidentorder, utfärdad av president Donald Trump, om stopp av flyktingmottagande, från att gå i kraft. Domen hindrade den federala regeringen att deportera personer som hade kommit i landet med giltiga visum eller flyktingstatus. Några minuter efter att Donnelly utfärdat sin domstolsorder, utfärdade en annan domare, Leonie Brinkema i distriktsdomstolen för Eastern District of Virginia en tillfällig blockering för Trumpadministrationen att förhindra återkomsten av lagligen bofasta på Dulles International Airport.